# Kerk van San Miguel de Escalada

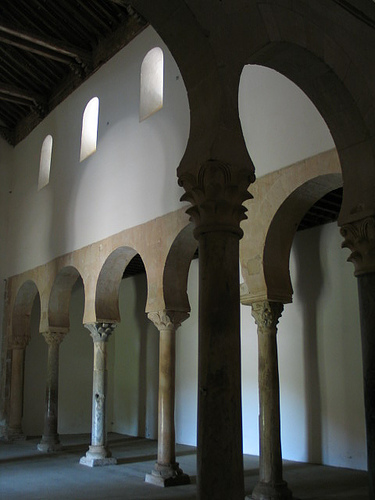
interieur San Miguel de Escalada

De San Miguel de Escalada is een kloosterkerk gelegen in de buurt van León, in het noorden van Spanje.
De kerk werd gebouwd in 913 door een groep christelijke monniken uit Córdoba (Zuid-Spanje) die de Moorse overheersing ontvlucht waren.
De kerk is een typisch voorbeeld van mozarabische bouwstijl.
Ze heeft een basilica-structuur met een hogere middenbeuk en twee lagere zijbeuken.
Er was een iconostase waarvan de – nog aanwezige - basisstructuur gevormd wordt door drie zuilen verbonden met hoefijzervormige bogen.
Hoefijzervormige bogen komen ook voor als scheiding tussen de midden- en zijbeuken.
Als bouwmateriaal werden onder meer elementen van oudere gebouwen hergebruikt. Zo zijn de zuilen veelal gerecupereerd en zijn vele kapitelen van Visigotische oorsprong.
De zuilengang aan de buitenzijde van de kerk werd later toegevoegd. De twaalf bogen hebben eveneens een hoefijzervorm.
De toren werd in romaanse stijl opgetrokken en stamt uit het einde van de elfde eeuw. Hij werd het “pantheon van de abten” genoemd.
Bij een latere restauratie werd hij ingekort.